# Gustavo Kuerten
Gustavo Kuerten (Florianópolis, Santa Catarina, 10 de septiembre de 1976) es un extenista brasileño. Fue número 1 del ranking ATP durante 43 semanas entre fines de 2000 y fines de 2001, convirtiéndose en el segundo latinoamericano de la historia en alcanzar la cima del tenis luego de que Marcelo Ríos lo consiguiera dos años antes. Es reconocido por obtener 3 veces el Torneo de Roland Garros; en 1997 con solo 20 años y preclasificado N°66 del ranking, en 2000, y en 2001. Además ganó el ATP World Tour Finals de 2000, derrotando a Andre Agassi en la final, y obtuvo 5 torneos Masters 1000 sumado a otras 5 finales. También logró 4 títulos ATP 500 y 7 títulos ATP 250, totalizando 20 títulos ATP.
Se le considera uno de los mejores tenistas latinoamericanos de la historia junto a Marcelo Ríos y Guillermo Vilas, así como también uno de los mejores tenistas en canchas de arcilla de todos los tiempos.
Luego de una brillante carrera en su juventud, a partir del año 2002 con solo 26 años empezó a sufrir de reiteradas lesiones en la cadera y espalda, teniendo que ser intervenido quirúrgicamente varias veces durante los años siguientes, lo que ocasionó que su rendimiento mermara y saliera de la élite del tenis. Producto de aquello, a fines de 2004 su posición en el ranking se alejó definitivamente del nivel que estaba acostumbrado y pese a que intentó su rehabilitación física y deportiva por casi 4 años, se retira del tenis profesional en 2008 luego de Roland Garros y con 31 años de edad.
Pese a tener una carrera corta, actualmente se lo reconoce como el mejor tenista de la historia de Brasil, así como uno de los mejores deportistas del país. Muestra de su importancia en el tenis es que el 15 de abril de 2012 fue ingresado al Salón de la Fama del Tenis como reconocimiento a su gran carrera deportiva. Se le conoció por su apodo Guga, como también por su gran carisma y alegría tanto dentro como fuera de la cancha.
El 25 de mayo de 2008, Gustavo «Guga» Kuerten jugó su último partido oficial en la pista de la Phillipe Chatrier, pista principal de Roland Garros. El jugador francés Paul-Henri Mathieu puso fin a su carrera al derrotarlo en primera ronda por 6-3, 6-4, 6-2. Al término del partido, muy emocionado, Gustavo Kuerten recibió de manos de la organización un trofeo conmemorativo a su gran carrera como tenista. Tras múltiples operaciones de espalda y cadera, Guga sabía que 2008 era el año de su retirada. Tras participar en torneos como Brasil Open, Miami TMS, Florianopolis y Montecarlo TMS, torneos que supusieron mucho en su carrera tenística, el jugador de origen brasileño dice adiós tras disputar su torneo por excelencia, Torneo de Roland Garros, Grand Slam que llegó a ganar hasta en 3 ocasiones.

## Carrera profesional
Como jugador juvenil en Sudamérica, Kuerten ganó muchos de los torneos más importantes de la región.  A menudo jugaba en un grupo de edad superior al suyo.
Después de dos años como profesional, Kuerten ascendió a la posición de jugador número 2 de Brasil, detrás de Fernando Meligeni, y alcanzó su punto más alto al ayudar al equipo de Copa Davis de Brasil a derrotar a Austria en 1996 y alcanzar la primera división de la competición, el Grupo Mundial.
Tras su inesperada victoria en el Torneo de Roland Garros 1996 (que no sólo fue su primera victoria en el ATP Tour, sino también la primera vez que alcanzaba una final de clasificación profesional), Kuerten tuvo un año y medio difícil, adaptándose a su repentina fama y a la presión de que se esperaba que ganara. 1998 fue el peor año de su carrera que no estuvo relacionado con lesiones. La presión para que se convirtiera en un "embajador" del tenis en Brasil se hizo evidente después de su temprana derrota ante un entonces desconocido Marat Safin en el Torneo de Roland Garros 1998: todo el cuerpo de periodistas brasileños que habían sido enviados a París para cubrir el evento regresaron inmediatamente a casa, dejando al resto del torneo sin corresponsales de Brasil.
Como muchos jugadores sudamericanos, su superficie de cancha favorita es la arcilla. Ganó tres títulos de Grand Slam, todos ellos en el Torneo de Roland Garros, disputados en las canchas de arcilla roja. Ganó estos títulos en 1997, 2000 y 2001. En cada una de las tres victorias en el Abierto de Francia derrotó al ruso Yevgeny Kafelnikov en los cuartos de final y a dos jugadores del top 10 en su camino hacia el título. Kuerten se convirtió en el jugador número uno del mundo en 2000.
Kuerten ganó al menos un título por año entre 1997 y 2004. La racha llegó a su fin en 2005, cuando las lesiones y un rendimiento por debajo de la media le impidieron ganar torneos. También fue un participante habitual de Brasil en la Copa Davis.

### 1997: Entrando al top 10
Después de ganar un título Challenger, Kuerten ganó inesperadamente el Abierto de Francia de 1997, el primer brasileño en ganar un título de individuales de Grand Slam desde Maria Bueno en el Abierto de Estados Unidos de 1966. El torneo fue solo su tercer grand slam, estableciendo un récord para cualquier jugador en la era abierta, empatado con Mats Wilander. Sigue siendo el único jugador en ganar un Challenger y un Grand Slam en semanas consecutivas. Sus victorias sobre los antiguos campeones de los cuatro Roland Garros anteriores (Thomas Muster (1995) en tercera ronda en cinco sets, Yevgeny Kafelnikov (1996) en cuartos de final en cinco sets y Sergi Bruguera (1993, 1994) en la final) le convierten en el tercer campeón de Grand Slam con peor ranking (puesto 66), y su victoria le ha permitido entrar en el top 20 de la Asociación de Tenistas Profesionales. Sólo Mark Edmondson (puesto 212) y Goran Ivanišević (puesto 125) estaban por debajo de Kuerten al ganar un título de individuales de Grand Slam. 
Kuerten recibió su trofeo del Abierto de Francia de manos de los ex campeones Björn Borg y Guillermo Vilas. Cuando fue llamado al escenario para recibir el trofeo del ganador, Kuerten se inclinó reverentemente varias veces ante su ídolo de la infancia Borg, que lo esperaba en lo alto de las escaleras para estrecharle la mano.

### 1999: debut en el top 5
Se estableció como el jugador líder en tierra batida de su generación en 1999, y se convirtió en uno de los tres sudamericanos en completar el año en el top 10 en toda la historia del ranking ATP. En abril ganó el Masters de Montecarlo venciendo al chileno Marcelo Ríos. En mayo ganó el Masters de Roma, venciendo a Patrick Rafter en la final.En junio llegó a cuartos de final en el Abierto de Francia, perdiendo ante el eventual subcampeón Andriy Medvédev. En Wimbledon, se convirtió en el primer brasileño en llegar a cuartos de final desde Thomaz Koch en 1968. Fue derrotado por Andre Agassi en cuartos de final, pero había perdido solo un set hasta esa etapa. En julio, derrotó a Sébastien Grosjean 9-7 en el quinto set del cuarto de final de la Copa Davis de 1999 entre Brasil y Francia . Ese partido duró 4 horas y 43 minutos. También se convirtió en el primer brasileño en clasificarse para la ATP Tennis Masters Cup, ganando un partido pero sin lograr pasar de la fase de grupos.

### 2000: N.º 1 del mundo
Después de otra sólida gira en canchas de arcilla, Kuerten ganó su segundo título del Abierto de Francia al derrotar a Magnus Norman (que lo había vencido unas semanas antes en la final del Masters de Roma) en su undécimo punto de partido. Kuerten se convirtió en el primer sudamericano en terminar el año como n.º 1 del mundo en la historia del ranking ATP (desde 1973). Fue una competencia reñida con el joven y prometedor Marat Safin en el último evento del año, la Tennis Masters Cup (en su primer año con ese nombre) en Lisboa, Portugal, con una derrota que significó que Safin habría sido el n.º 1. A pesar de que Safin tuvo 4 oportunidades de terminar el año como No.1 del mundo, Kuerten desafió todas las probabilidades y terminó el año en el n.º 1 al vencer a Pete Sampras y Andre Agassi en partidos consecutivos en una cancha dura cubierta. Rompió un dominio de ocho años de jugadores de los EE. UU. en la posición número uno al final del año.  También se convirtió en el primer sudamericano en terminar en el Top 5 en años consecutivos desde Guillermo Vilas de Argentina en 1977-78. 

### 2001: Dominio continuo, comienzo de lesiones
En 2001, ganó su tercera corona del Torneo de Roland Garros 2001, uniéndose a los grandes ex Björn Borg (6), Ivan Lendl (3) y Mats Wilander (3) con tres o más títulos del Abierto de Francia en la Era Abierta; el ex campeón Jim Courier le entregó el trofeo. Su camino hacia el título lo vio salvar un punto de partido contra su oponente de cuarta ronda Michael Russell.  También ganó el título más importante de su carrera en cancha dura en agosto en el Masters de Cincinnati, donde derrotó a Patrick Rafter en la final. En el Abierto de Estados Unidos fue el primer sembrado, pero perdió en los cuartos de final en sets seguidos ante el séptimo sembrado Yevgeni Kafelnikov.
Las lesiones empezaron a acosar a Kuerten, que perdió 8 de los 9 partidos siguientes para concluir el año. A pesar de ser el favorito para terminar como número uno del mundo por segundo año consecutivo, su pobre actuación al final de la temporada hizo que Lleyton Hewitt lo superará. 

### 2004
En el Abierto de Australia, Kuerten alcanzó la tercera ronda por primera y única vez en su carrera al derrotar a Ivan Ljubičić en la segunda ronda en cuatro sets, pero posteriormente perdió ante Paradorn Schrichapan.  En un año plagado de lesiones, Kuerten ganó un título ATP Tour, que hizo en casa, al ganar el Abierto de Brasil por segunda vez. En ese año, el torneo se había trasladado de septiembre a febrero, y la superficie se había cambiado de dura a arcilla, como resultado de un compromiso con el Abierto de Buenos Aires, en Argentina, y el Abierto de Viña del Mar, en Chile, para ajustar un claro circuito de torneos sudamericanos. Con su victoria, Kuerten se convirtió en el único jugador en ganar el título en ambas superficies, habiéndolo ganado previamente en 2002.
Kuerten fue responsable de la única derrota de Roger Federer en un evento de Grand Slam en 2004. En el único encuentro previo de Kuerten contra Federer en arcilla, en el Masters de Hamburgo 2002, Federer derrotó a Kuerten 6-0, 1-6, 6-2. Cuando se encontraron nuevamente en la tercera ronda del Abierto de Francia en 2004, fue Federer quien estaba en forma dominante, el número uno del mundo, y se esperaba que ganara contra Kuerten, plagado de lesiones. En cambio, fue Kuerten quien dominó a Federer, venciéndolo en sets seguidos.  
El 1 de septiembre, Kuerten anunció que se retiraría del ATP Tour por un período de tiempo indefinido, para someterse a exámenes detallados de su cadera operada, que al parecer había comenzado a molestarlo nuevamente.  No volvió a jugar durante el resto del año.

### 2006
En los primeros meses de 2006, las lesiones y las malas actuaciones impidieron que Kuerten recuperará su estatus como uno de los mejores jugadores del mundo. Clasificado fuera del top 200, Kuerten ya no era el mejor jugador de Brasil y se esperaba que necesitará wildcards para jugar cualquiera de los principales torneos de la temporada. Su principal intento de regresar, en el Abierto de Brasil 2006, se vio truncado en la primera ronda. Después de esta debacle, Kuerten logró obtener wildcards para jugar en los dos eventos de la Serie Masters de América del Norte, Miami e Indian Wells, pero las lesiones lo obligaron a retirarse de ambos. La Federación Francesa de Tenis había anunciado que Kuerten, como tres veces campeón, tendría todas las posibilidades de que se le otorgara una wildcard para jugar en el Torneo de Roland Garros 2006, siempre que lograra mantenerse activo durante toda la temporada 2006 previa al Abierto de Francia. Como Kuerten había estado inactivo en el Tour masculino desde mediados de febrero, no se le concedió la wildcard para jugar, por lo que se perdió el Abierto de Francia por primera vez en su carrera profesional.

### 2007
La forma de Kuerten no mejoró en 2007. Debido a que su ranking no era lo suficientemente alto como para calificar para los torneos del ATP Tour, Kuerten dependió de las invitaciones para participar en esos eventos. Kuerten terminó con un récord de victorias y derrotas de 2-7 para el año. En noviembre, el hermano menor de Kuerten, Guilherme, que tenía parálisis cerebral , murió. 

### 2008
Kuerten anunció que esperaba que 2008 fuera su último año de juego.  Kuerten decidió diseñar su calendario en torno a torneos que tenían un valor sentimental para él, como el Torneo de Roland Garros, el Abierto de Brasil y el Masters de Miami. Después de dos derrotas en primera ronda en individuales, Kuerten ganó su primer partido de nivel ATP Masters Series en mucho tiempo, haciendo pareja con Nicolás Lapentti , en Miami, contra Feliciano López y Fernando Verdasco.

#### Jubilación
El 25 de mayo de 2008, Gustavo Kuerten jugó su último partido individual profesional frente a 15.000 espectadores en Roland Garros. Llegó a la cancha con su uniforme de la "suerte", el mismo azul y amarillo que usó en 1997 cuando ganó su primer torneo del Abierto de Francia. A pesar de salvar un punto de partido contra su oponente Paul-Henri Mathieu, finalmente perdió en tres sets (6-3, 6-4, 6-2), su resultado en la final del Abierto de Francia en 1997. Fue homenajeado después del partido por los organizadores del torneo y por todos los fanáticos presentes por lo que ha logrado a lo largo de su carrera. Kuerten recibió de manos de la organización un trofeo conmemorativo a su gran carrera como tenista.

## Estilo de juego
Kuerten adoptó el estilo de juego de línea de fondo, con un fuerte efecto liftado en sus golpes de fondo y un servicio sólido que le permitía desgastar a sus oponentes desde el fondo de la cancha. Sin embargo, Kuerten enfatizó el juego de línea de fondo ofensivo en oposición al juego de línea de fondo defensivo tradicional favorecido por los especialistas clásicos de canchas de arcilla, y a diferencia de ellos, su primer servicio era su mayor arma. Jugaba con la mano derecha con un revés a una mano usando un agarre occidental . El revés arqueado jugado con efecto liftado era su golpe característico. Fue uno de los primeros en adoptar el juego con cuerdas de poliéster que le permitían hacer swings con velocidad y al mismo tiempo crear el efecto liftado necesario para controlar la pelota. 

## Clasificación histórica
Individuales
| Grand Slam                    |     |       |          |          |          |       |          |          |          |       |          |          |          |      |         |         |
| Abierto de Australia          | A   | A     | 2R       | 2R       | 2R       | 1R    | 2R       | 1R       | 2R       | 3R    | A        | A        | A        | A    | 0 / 8   | 7–8     |
| Torneo de Roland Garros       | A   | 1R    | G        | 2R       | CF       | G     | G        | 4R       | 4R       | CF    | 1R       | A        | A        | 1R   | 3 / 11  | 36–8    |
| Wimbledon                     | A   | A     | 1R       | 1R       | CF       | 3R    | A        | A        | 2R       | A     | A        | A        | A        | A    | 0 / 5   | 7–5     |
| Abierto de Estados Unidos     | A   | A     | 3R       | 2R       | CF       | 1R    | CF       | 4R       | 1R       | 1R    | 2R       | A        | A        | A    | 0 / 9   | 15–9    |
| Win–Loss                      | 0–0 | 0–1   | 10–3     | 3–4      | 13–4     | 9–3   | 12–2     | 6–3      | 5–4      | 6–3   | 1–2      | 0–0      | 0–0      | 0–1  | 3 / 33  | 65–30   |
| Juegos Olímpicos              |     |       |          |          |          |       |          |          |          |       |          |          |          |      |         |         |
| Tenis en los Juegos Olímpicos | NH  | A     | Not Held | Not Held | Not Held | CF    | Not Held | Not Held | Not Held | 1R    | Not Held | Not Held | Not Held | A    | 0 / 2   | 3–2     |
| Torneo de final de año        |     |       |          |          |          |       |          |          |          |       |          |          |          |      |         |         |
| ATP World Tour Finals         | A   | A     | A        | A        | RR       | G     | RR       | A        | A        | A     | A        | A        | A        | A    | 1 / 3   | 5–6     |
| ATP Masters Series            |     |       |          |          |          |       |          |          |          |       |          |          |          |      |         |         |
| Indian Wells                  | A   | Q2    | 3R       | 1R       | SF       | 2R    | 3R       | A        | F        | 2R    | A        | A        | 1R       | A    | 0 / 8   | 14–8    |
| Miami                         | A   | Q2    | 3R       | CF       | 2R       | F     | 3R       | A        | 2R       | 2R    | A        | A        | 1R       | 1R   | 0 / 9   | 11–9    |
| Montecarlo                    | A   | A     | 1R       | 3R       | G        | 1R    | G        | A        | 2R       | 1R    | 1R       | A        | A        | 1R   | 2 / 9   | 14–7    |
| Roma                          | A   | A     | A        | SF       | G        | F     | F        | 2R       | 1R       | A     | 1R       | A        | A        | A    | 1 / 7   | 20–6    |
| Hamburgo                      | Q3  | A     | 1R       | CF       | CF       | G     | 1R       | CF       | 3R       | A     | 2R       | A        | A        | A    | 1 / 8   | 16–7    |
| Canadá                        | A   | A     | F        | 1R       | A        | 2R    | 3R       | 1R       | 1R       | 3R    | A        | A        | A        | A    | 0 / 7   | 9–7     |
| Cincinnati                    | A   | A     | CF       | A        | CF       | SF    | G        | 1R       | 1R       | 2R    | A        | A        | A        | A    | 1 / 7   | 16–6    |
| Madrid                        | A   | A     | 3R       | A        | 3R       | 3R    | 2R       | 1R       | 2R       | A     | A        | A        | A        | A    | 0 / 6   | 3–6     |
| París                         | A   | A     | 2R       | A        | 2R       | SF    | 3R       | 1R       | 3R       | A     | A        | A        | A        | A    | 0 / 6   | 6–6     |
| Win–Loss                      | 0–0 | 0–0   | 12–8     | 10–6     | 21–6     | 25–8  | 23–7     | 4–6      | 10–9     | 3–5   | 1–3      | 0–0      | 0–2      | 0–2  | 5 / 67  | 109–62  |
| Career statistics             |     |       |          |          |          |       |          |          |          |       |          |          |          |      |         |         |
| Titles                        | 0   | 0     | 1        | 2        | 2        | 5     | 6        | 1        | 2        | 1     | 0        | 0        | 0        | 0    | 20      | 20      |
| Finals                        | 0   | 0     | 3        | 2        | 2        | 7     | 8        | 2        | 3        | 2     | 0        | 0        | 0        | 0    | 29      | 29      |
| Hardcourt Win–Loss            | 0–0 | 1–1   | 17–8     | 15–11    | 20–15    | 28–12 | 23–12    | 10–6     | 23–10    | 8–8   | 1–1      | 0–0      | 1–4      | 0–1  | 147–89  | 147–89  |
| Grass Win–Loss                | 0–0 | 0–0   | 0–2      | 0–2      | 4–1      | 2–2   | 0–0      | 0–0      | 1–1      | 0–0   | 0–0      | 0–0      | 0–0      | 0–0  | 7–8     | 7–8     |
| Clay Win–Loss                 | 0–0 | 7–7   | 16–10    | 26–12    | 23–6     | 28–6  | 36–3     | 11–6     | 13–7     | 15–5  | 5–9      | 0–1      | 1–3      | 0–3  | 181–78  | 181–78  |
| Carpet Win–Loss               | 0–0 | 3–2   | 3–5      | 0–0      | 3–3      | 5–2   | 1–3      | 4–2      | 4–3      | 0–0   | 0–0      | 0–0      | 0–0      | 0–0  | 23–20   | 23–20   |
| Overall Win–Loss              | 0–0 | 11–10 | 36–25    | 41–25    | 50–25    | 63–22 | 60–18    | 25–14    | 41–21    | 23–13 | 6–10     | 0–1      | 2–7      | 0–4  | 358–195 | 358–195 |
| Win %                         | –   | 52%   | 59%      | 62%      | 67%      | 74%   | 77%      | 64%      | 66%      | 64%   | 38%      | 0%       | 22%      | 0%   | 64.74%  | 64.74%  |
| Year End Ranking              | 188 | 88    | 14       | 23       | 5        | 1     | 2        | 37       | 16       | 40    | 291      | 1078     | 680      | 1150 |         |         |

Dobles
| Torneo               | 2005 | 2004 | 2003 | 2002 | 2001 | 2000 | 1999 | 1998 | 1997 |
| -------------------- | ---- | ---- | ---- | ---- | ---- | ---- | ---- | ---- | ---- |
| Abierto de Australia | -    | -    | -    | -    | 1R   | -    | CF   | 2R   | 1R   |
| Roland Garros        | -    | -    | -    | -    | -    | -    | 2R   | CF   | 2R   |
| Wimbledon            | -    | -    | -    | -    | -    | 1R   | 1R   | -    | -    |
| US Open              |      | 1R   | 1R   | -    | -    | -    | -    | -    | 1R   |